# Роджерс, Джон (адмирал)
Джон Роджерс (англ. John Rodgers; 8 августа 1812 — 5 мая 1882) — американский адмирал. Военно-морскую карьеру начал в звании коммандера во время Гражданской войны в США, до звания адмирала дослужился после её окончания.

## Биография

### Начало карьеры
Роджерс, сын известного коммодора Джона Роджерса, родился недалеко от Хэвр-де-Грейса, штат Мэриленд. Получив звание мичмана, направлен в Военно-морской флот 18 апреля 1828 года. Нёс службу в Средиземном море на борту кораблей Constellation и Concord, что стало началом его длинной и успешной карьеры, впоследствии руководил операциями морских пехотинцев во Флориде во время Семинольских войн. В середине 1850-х годов сменил коммандера Ринггольда во главе Северотихоокеанской исследовательско-геодезической экспедиции, результаты которой расширили научные знания о дальних восточных и северных водах. После повышения до коммандера в 1855 году женился и устроился на работу в японский отдел Управления военно-морского флота, находившийся в Вашингтоне, округ Колумбия, где служил до момента начала Гражданской войны.

### Участие в Гражданской войне
В Гражданской войне воевал на стороне Союза. Уже во время своего первого задания в Госпорте попал в плен к вирджинским ополченцам генерала Уильяма Тальяферро, однако был отпущен и отправлен в Вашингтон, так как Вирджиния в то время ещё формально не вступила в Конфедерацию. Впоследствии действовал в основном на реках, участвовал в организации Западной военной флотилии и руководил строительством первого типа бронированных канонерских лодок в западных водах. 16 июля 1862 года был повышен до капитана и принял командование над монитором Weehawken. В мае 1863 года отличился во время сражения за форт Самнер, а 17 июня успешно захватил корабль Конфедерации Atlanta. Затем тяжело заболел и фактически более не участвовал в боевых действиях, однако, немного оправившись, формально возглавил монитор Dictator, занимаясь на деле его усовершенствованием, а не боевыми действиями.

### Послевоенная карьера
Коммодор Роджерс впоследствии командовал военно-морской базой в Бостоне. В декабре 1869 года был произведён в контр-адмиралы и получил под командование Азиатскую эскадру. В 1871 году он командовал американской эскадрой во время экспедиции Соединённых Штатов в Корею. Вернувшись в Соединённые Штаты, принял на себя командование островом Маре и стал суперинтендантом Военно-морской обсерватории США. Во время службы на этой должности контр-адмирал Роджерс умер в Вашингтоне, округ Колумбия, 5 мая 1882 года.